# El Bosque
El Bosque er en by og kommune i det sydlige Spanien i provinsen Cádiz. Den har et indbyggertal på 2.249 (2024) indbyggere.